# テラオ
『テラオ（Next Generation Machine TERA-O）』は、近藤るるるによる日本の漫画作品。また、作中のキーパーソン的キャラクターであるロボットの名前。
ゲーム雑誌『ファミ通』（エンターブレイン）にて2009年2月6・13日合併号から2011年5月26日号まで連載された。単行本は全6巻。
同誌で連載されていた『たかまれ!タカマル』に過去作品の人物が登場したのと同様に、本作品でも『たかまれ!タカマル』の人物が引き続き登場している。
作中には、ゲームソフトに絡んだネタ・小ネタが随所に見られる。元ネタについては、コミックス各巻の巻末にて作者の解説および思い入れが掲載されている。

## あらすじ
ゲーム好きの小学校教師石原 駈は、ある日突然転勤を命じられる。そこは小笠浦諸島トーサン島。本島から離れたことで発売日にゲームも買えず、おまけに持っていたゲーム機は初日に子供たちに壊されてしまう。
それでも心機一転、教師生活を頑張ることを決め、学校へと向かうが、そこには謎のロボットテラオがいた…。

## 登場人物

### 主要人物
石原 駈（いしはら かける）
本作の主人公。24歳の小学校教師。幼少からの熱烈なゲームマニアであり、メーカーや家庭用・携帯用問わず、さまざまなゲームのハード・ソフトを所有している。その熱中ぶりは受験や就職活動といった人生の節目でもゲーム機を手放さなかったほどで、ゲームに触れなくなると若干の虚無感と極度の精神不安に見舞われる。2D格闘ゲームの神様ヌメハラを尊敬しており、パスケースに彼の写真を忍ばせている。また、『たかまれ!タカマル』の主要人物たちが高校在学時から制作・刊行しているゲーム雑誌「S.M.L」の愛読者でもあり、彼らの編集部に入部したいがために転校を考えたほどである。特に、経理・営業担当の女生徒（蓮沼莉子）に憧れており、彼女が営業に訪れる本屋を張っていたこともあった。
モンスターペアレントの不当な訴えによって、小笠浦諸島トーサン島にある小笠浦小学校の鯨浜分校へと左遷させられ、さらには着任初日に所有するゲーム機すべてを生徒たちが原因の事故で破壊されるという不幸に遭う。しかし、自分の不幸を嘆きながらも、原因となった生徒たちを恨むことは一切せず、教師としての懐の広さを見せる。
莉子とは、最悪な出会いをしていることから、恐怖心を持って接することもあった。しかし、成り行きで10日間同棲していたこともある。また、当初は兄の瞬を彼氏と勘違いしていたこともあった。なお、後に莉子がお見合いをするという話を聞いて、ショックで記憶喪失になるほど彼女のことを意識するようになる。
TERA-O（テラオ）
鯨浜分校に通う謎のロボット。作中のアメリカ海軍特殊作戦部隊(SEAL)からは「オリジナル」と呼ばれている。楕円形の頭部と円らな目、伸縮自在の手足を持つ。頭部は柔らかく弾力性に富み、銃弾を弾き返すほど丈夫である。また、顎のラインにあたる部分にジェットエンジンのような推進機関を内蔵しており、自身を回転させるようにして飛行することが可能である。動力源は不明。
分校の正式な生徒ではないが、島の子供たちの人気者で本当の生徒のように扱われている。何かの次世代機で、セガのロゴらしきものが身体の中央部にあるが、そこはテープで隠してある。ゲームソフト（対象ハードは問わない）を眉間のスリットに差し込むと、現実世界の動植物や地形、果ては物理法則さえも捻じ曲げ、そのゲームの世界観を再現する機能を持つ。その効果範囲はトーサン島全体にまでおよび、毎回のトラブルの原因となる。その能力から、ゲーム好きの石原からは過剰なまでに目をかけられている。
嵐野 太壱（あらしの たいち）
鯨浜分校在学の小学生で、色黒肌の元気な少年。10歳。本作が連載される以前に、『たかまれ!タカマル』の最終回に登場している。父親の漁の手伝いをしている関係で、普段から銛を背負っている。世間一般の羞恥心に乏しく、泳ぐ際に全裸になることもしばしば。勇人とは特に仲がよく、紗弥と同じくらい大事にしている。
ビーチバレーの一件で、紗弥に怪我を負わせたことを案じて「一生責任を取る」とプロポーズと取れるような発言をし、紗弥の気持ちを翻弄する。
パトリシア・セーボレー
鯨浜分校在学の小学生で、金髪とそばかすが特徴の在日アメリカ人の少女。出身地はニューヨークで、3年前に元軍人の父親に連れられてトーサン島にやって来た。父親の影響からか、子供ながら兵器の扱いに秀でており（自宅の地下に武器庫がある）、扱う際には性格まで変わる。彼女の自宅は駈の下宿先でもある。駈が自分のことを好きなのではないかとやきもきしているものの、兄弟みたいな関係と割り切っている節も見られる。
コミックス2巻巻末にあるギャラリーによれば、初期設定では「写真家の娘」になっていた。
モアナ・ペペイア
鯨浜分校在学の小学生で、褐色肌が特徴の少女。ハワイの先住民を先祖に持つ欧米系島民の子孫。内気でおとなしいが、小学生離れした怪力を持つ。目的のためには手段を選ばず、暴走することがある。駈とテラオがただならぬ関係にあると思い込み、2人の仲を裂こうとするために、駈と莉子をくっつけようとする。しかし、いずれも失敗に終わったため、ついにはテラオを殺そうと画策し始める。
コミックス2巻巻末にあるギャラリーによれば、初期設定では「雑貨屋の娘」になっていた。
小花 勇人（おばな はやと）
鯨浜分校在学の小学生で、穏やかな優等生風の少年。太壱とは外見・性格ともに正反対だが、無二の親友同士である。ウィロウという犬を飼っている。電子工作が趣味で、島では珍しい電子機器を所有している。作中ではその知識と技術を活かし、損傷したTERA-O-Eの修理を行う。
水谷 紗弥（みずたに さや）
駈が小笠浦に転任する前の学校の教え子で、彼が左遷される原因を作った張本人。そのことを後ろめたく思っていたため、父親が仕事でトーサン島に向かうのを知り、同行。以後父親が小笠浦に向かう際には同行するようになる。太壱を小間使いのように扱い、時に弄ぶようなそぶりも見せるが、「一生責任を取る」と言った太壱を気に掛けている様子もある。
携帯電話が手放せない現代っ子だが、トーサン島の自然の中で過ごす内に、朗らかな性格かつ規律正しい子（携帯電話も持たなくなるほど）に成長する。しかしながら、それがきっかけでクラスの中で浮いた存在となる。
父親は六菱重工に勤めるTERAO(TRO)システムの研究者（表向きは自衛隊の機器のメンテナンス業）で、TERAO（そしてTERAOと親密な石原）を利用してトーサン島への干渉レベルと島民に及ぼす影響を調べている。
蓮沼 莉子（はすぬま りこ）
『たかまれ!タカマル』から引き続き登場。本作では26歳となり、トーサン島の診療所で研修医を務めている。その才色兼備さと、兄の瞬に対するブラコンぶりは健在。島民たちからは「美人先生」と呼ばれ慕われている。普段自炊をしていないのか料理はあまり得意ではない。瞬と共に代々駐在医に与えられる丘の上の洋風の家に住んでいる。
来島初日に海に落ちて溺れた駈を介抱するが、意識朦朧だった彼の発言を自分への侮辱と誤解し、怒りの平手打ちを見舞う。この最悪の出会いから何かと駈を敵視するが、次第に彼の本質を知り認識を改める。やがて異性として駈を意識し始めるが、表面ではその想いを認められず、彼や周囲に対して心にない発言や理不尽な暴力を行う。

### トーサン島（鯨浜）の人々
嵐野 壱朗（あらしの いちろう）
太壱の父親で、小笠浦漁協所属の漁師。左目を「小笠浦デビル」と呼ばれる全長8メートルのカジキに突かれ失明しており、常に眼帯をしている。それ以来、「小笠浦デビル」を倒すことが彼の生涯の目標になっている。
嵐野 由加里（あらしの ゆかり）
壱朗の妻で、太壱の母親。29歳。普段は陸で夫の仕事の手伝いをしている。壱朗とは、高校生のころに結婚の約束をしていた。気が強く夫を尻に敷いている。
アリカ・ペペイア
モアナの父。民芸品で生計を立てている。ウクレレの演奏はプロ級の腕前。
マナカ・ペペイア
アリカの妻で、モアナの母親。小笠浦の人たちにフラダンスを教えるほどの名人。
マイク・セーボレー
パトリシアの父親。38歳。元アメリカ海軍大尉で、SEAL所属のブライアン・ジェーンの上司、グラントの部下でもあった。「アフガンの砂塵の死神」と呼ばれていた。5年前に退役し、3年前に祖父が住んでいた小笠浦に移住している。グラントとは確執があったようで、彼が行った無茶な作戦で仲間と罪のない民間人が殺されたことが嫌になって退役していると思われる。戦闘能力はグラントよりも上で、チャドでグラントより大きなライオンを捕まえている。
現在はフリーのフォトグラファ。趣味は料理。『せぼりはほり』というタイトルで、小笠浦諸島のことや日常生活の出来事などをブログで綴っている。敬虔なクリスチャン。
妻のレイチェルとは戦地での取材で出会っていて、「嫌な女」というのが第一印象だったらしい。今は妻を溺愛し、再会できる日を心待ちにしている。
レイチェル・セーボレー
マイクの妻で、パトリシアの母親。新聞記者の仕事でニューヨークに残っているため父と娘とは別居中。本編では未登場なものの、写真やマイクの過去を振り返る時にしばしば登場する。
夫のマイクいわく「自分に正直な性格」で「葉に衣着せぬ物言いをする」とのこと。
小花 健人（おばな けんと）
勇人の父親。学会内では著名な植物学者で10年前に小笠浦に移住。屈強揃いの村人には珍しい知的な印象の人物。妻と共に内地と小笠浦を往復する日々を送っている。
小花 瞳（おばな ひとみ）
健人の妻で、勇人の母親。海洋生物学者兼小笠浦海洋生物センターの客員研究員。海洋生物学者としてはサンゴの研究がメインだが、クジラやイルカの生態にも精通している。海洋研究センターではアオウミガメの保全に尽力している。夫とともに内地と小笠浦を往復している。

### トーサン島の人々
蓮沼 瞬（はすぬま しゅん）
莉子の兄で、外科医。『たかまれ!タカマル』から引き続き登場。小笠浦ではハンサム先生と呼ばれ慕われている。莉子と共に駐在医に与えられる家に住んでいるが、学会や調査などで常に内地や海外などへ出かけている。初対面時の誤解から、駈を「いい加減でだらしのない男」とみなして莉子から遠ざけようする。莉子がブラコンになった責任の一端を自覚している。
成田 清六郎（なりた せいろくろう）
トーサン島診療所の男性看護士。甚だしい勘違いでたびたび同僚の加奈を引かせ、遂には殴られるようになる。
加奈（かな）
トーサン島診療所にいる女性看護士。名字は不明。莉子に憧れている。
嶋田 英子（しまだ えいこ）
小笠浦小学校の校長。 水谷紗弥の父親の元上司（主任）と思われる描写がある。
丸 優奈（まる ゆうな）
小笠浦小学校の新米教師。大食漢。駈とは同世代の教師ということもあり励みにしているが、恋愛感情までに至っているのかは不明。スポーツ万能で、体育大学時代にはアマレスで良田沙織からフォール勝ちを収めている。
田元 一（たもと はじめ）
小笠浦村の村長。元力士で、三役まで昇進したことがある。普段は優しい人物だが、やや自己中心的な言動が目立つ。
山口 真魚（やまぐち まお）・奈美（なみ）・真美（まみ）
小笠浦村役場に勤める3人姉妹。真魚は長女、奈美は次女、真美は三女。
バラ美（バラみ）
小笠浦のちょっと不思議な占い師。
辺川一等海佐（べがわいっとうかいさ）
海上自衛隊、横須賀地方隊トーサン島基地分遣隊所属。
石森（いしもり）
小笠浦神社の神主。
北野（きたの）
小笠浦警察署の巡査部長。
オガサウラ シニガミノツメ
頭胴長250〜280cm、体重330〜380kg。
鋭い角・牙・爪を持ち、草食動物などを捕食する。米軍統括下時代、絶滅したとされている。獰猛。

### 海軍特殊作戦部隊（SEAL）
TERA-O-E（テラ・オ・イー）
謎のロボット。SEALが製作したらしく、彼らからは「イーグルアイ」、モアナからは「イーくん」と呼ばれている。
テラオに似ているが、身体の色が黒く、全体的に直線的なフォルムで、胸にはマイクロソフトのものらしきロゴが書かれており、その部分はやはりガムテープで隠されている。顔の部分には、ガトリング砲などの武器が組み込まれている。通常の攻撃なら、体が硬いのであまり受け付けない（ただし、噴射口など装甲の弱いところがあり、そこが弱点ともいえる）。なお、村民の一部は、明らかに外見の違うはずのTERA-OとTERA-O-Eとの区別が付かない。
テラオを破壊しようと攻撃するが、駈たちに返り討ちに遭う。身体の各所を破損した後はモアナに匿われ、修復後にブライアン・ジェーンと合流しようとするも失敗。海上に没し機能停止する。引き上げられた後は、TERA-Oの研究機関に一旦引き取られる。なお、TERA-Oシリーズは互いを干渉しないという紳士協約があるらしい。
能力は、あらゆる状況下での戦闘技術や世界中の兵器の知識を得て体内に内蔵させ、それら兵器を利用すること。また自律機能を利用してある程度のカスタマイズやメンテナンスも可能である。
ブライアン / ジェーン
SEALに所属しているエージェントで、マイクの元部下。ブライアンはスキンヘッドの黒人男性。ジェーンはメガネをかけた巨乳の白人女性。階級的にはブライアンが上司だが、ジェーンが主導権を握って行動することが多い。オリジナルと呼ばれるテラオを拉致したものの、駈やセーボレー親子などの妨害で手放すことに。また本来の目的であるイーグルアイ(TERA-O-E)の回収にも失敗する。
ジェーンは、近藤るるるの別作品『アリョーシャ!』において、ケイティ・リンドバーグの姉として登場している。
グラント
SEALに所属するエージェント。階級は大佐（かつては少佐）で、通称「エゴイストグラント」。ブライアントとジェーンの現在の上司。かつてはマイクの上司でもあった。自分の邪魔をする者は、たとえ女子供でも容赦しない利己的かつ欲望に正直な性格。軍人としては非常に有能で、素手で野生のライオンを屠り、武道の達人である莉子を赤子あつかいするほどの戦闘力を持つ。莉子を気に入り、強引に彼女の唇を奪い強烈なトラウマを植えつける。

### その他
梶谷 メイコ（かじやま メイコ） / 大山 カオリ（おおやま カオリ）
本土からお忍びでバカンスにやって来たバレーボール全日本女子代表。梶谷は身長184cm・大山は身長183cm。ファンサービスのつもりでビーチバレー大会に出場したものの、村民は莉子以外誰も知らず、かつ莉子と石原のコンビに敗北した。大山は莉子と面識があり、中学の県大会で、優勝常連校だった大山の中学校が「助っ人」で登場した莉子のいた無名の中学校によって惨敗したことを打ち明ける。
TERA-O Lara（テラ・オ ララ）
スイス・ラショードフォン郡に住んでいた女性型の謎のロボット。時計技師をしているおじいさん（素性は不明）と一緒に住んでいた。TERA-Oと同じく飛ぶことができるが、頭にパーツを付けないと飛べず、普段はそれを付けている。胸にはアタリのロゴらしきものが印刷されている。
TERA-Oとは面識がある。かつては一緒に遊んだりもしたが、引っ越しによってお互いの所在が不明になっていた。ところが偶然TERA-Oの電波を受信したことで再会する。性格は人間の女性と同じ。胸を触ると嫌がられるし、恋の相談にも乗る。

## 単行本
- 近藤るるる『テラオ The next generation machine』〈ビームコミックス〉発行：エンターブレイン、発売元：角川グループパブリッシング、全6巻。第6巻巻末にはファミ通Bootleg!にて掲載されていたスピンオフ漫画「eb!まんがまつり 次世代機大激突」が収録されている。
  1. 2009年11月6日発行 ISBN 978-4-04-726086-3
  2. 2010年3月9日発行 ISBN 978-4-04-726321-5
  3. 2010年7月7日発行 ISBN 978-4-04-726624-7
  4. 2010年11月5日発行 ISBN 978-4-04-726866-1
  5. 2011年3月9日発行 ISBN 978-4-04-727042-8
  6. 2011年6月25日発行 ISBN 978-4-04-727342-9